# 斉藤美穂 (料理研究家)
斉藤 美穂（さいとう みほ、1946年 - ）は、日本の料理人、料理研究家、ショコラティエール。

## 人物
生誕地は非公表。フェリス女学院大学卒業。かつて三菱自動車工業の副社長を務めた伊藤皆美の長女である。また、東海銀行（現三菱UFJ銀行）の常務営業本部長を務めていた伊藤是介は叔父にあたる。
1984年8月、三井物産に勤務していた夫の赴任先であるメキシコシティに移住の後、パリ16区の三つ星レストラン「ジャマン」のジョエル・ロブションの弟子の元で2年間短期修行。主婦の趣味だと思われたが、斉藤の本気の姿を見て認められる。
その後パリへ渡り、日本人女性として初めてフランスの第一人者のシェフ、ジョエル・ロブションに学ぶ。その後、ロブションの紹介で、ショコラティエのジャン＝ポール・エヴァンからチョコレート菓子について学ぶ。
現在は、有限会社ミホ・シェフ・ショコラティエMiho Chef Chocolatier代表取締役である。

### それ以外の研修したレストラン（順不同）
- スペイン「エル・ブジ」
- パリのホテル「オテル・ド・クリヨン」内にあるメインレストラン「レ・ザンバサドゥール」
- ミラノ「グワルティエロ・マルケージ」
- メキシコシティ「日航ホテル」
- パリのホテル「プラザアテネ」内のメインレストラン「レシャス」

### 受賞歴
- 2012年ミニストップ斉藤美穂監修「クレーム・ベルギーチョコレート」モンドセレクション最高金賞[2]
- 2013年ミニストップ斉藤美穂監修「クレーム・ベルギーチョコレート」モンドセレクション最高金賞[3]

## 出演

### テレビ番組
- お願い!ランキング（美食アカデミー他）
  - お願い!ランキング GOLD（美食アカデミー）
  - お願い!ランキング SATURDAY（美食アカデミー）
  - お願い!ランキング 1部（ご当地スーパーじゃん県!、三つ星グルメMAP）
  - お願い!ランキング 2部（ご当地スーパーじゃん県）
- お願い!モーニング（今日のおかず見せてください!、お弁当見せてください！）

### CM
- 伊右衛門（サントリー、2013年） - 「斉藤美穂の実感 篇」[4]

## 監修
- 2011年ミニストップ 斉藤先生監修商品[5]
- 2011年ダンヒル銀座本店、アクアリウムカフェ「ホタテのグラタン」
- 2012年ミニストップ斉藤美穂監修「クレーム・ベルギーチョコレート」
- 2012年LeTAO 「マダム デセール ～夫人のデザート」「マカロンアナナス」
- 2013年ローソン「からあげくん オリーブ」
- 2014年LeTAO 2月「ガトー・オ・ショコラ」

## 著書
- わが家は今日から三つ星レストラン　世界の有名シェフ直伝 シンプルフランス料理（1996年12月、文化出版局）
- フレンチ・ショコラ 究極のチョコレートレシピ（1998年12月、文化出版局）
- セルクルでフレンチケーキ（2000年5月、文化出版局）
- 作りたてがおいしい斉藤美穂の生チョコレート（2000年12月、文化出版局）
- 斉藤美穂が訪ねる世界のショコラ・スペシャリテ パリ ディジョン 東京（2002年11月、文化出版局）
- じゃがいもフレンチ 煮る・焼く・蒸す・揚げる じゃがいもを使いこなす79品（2009年10月7日、柴田書店）